# Roberto Balzani
Roberto Balzani (Forlì, 21 agosto 1961) è uno storico e politico italiano.
È anche professore ordinario di Storia contemporanea presso il Dipartimento di Storia Culture Civiltà dell'Università di Bologna. È stato preside della facoltà di Conservazione dei Beni Culturali, Università degli studi di Bologna, sede di Ravenna dal 2008 al 2009. È stato sindaco di Forlì dal 2009 al 2014. Dal 2015 dirige il Sistema museale d'ateneo di Unibo. Dal 2017 è presidente dell'IBACN della Regione Emilia-Romagna. Il 9 gennaio 2024 è stato nominato dal Ministero della Cultura presidente del Museo della Liberazione in via Tasso di Roma.

## Biografia

### Attività accademica
Dopo aver frequentato il Liceo ginnasio Giovan Battista Morgagni di Forlì, si laurea nel 1985 presso la Facoltà di Scienze Politiche Cesare Alfieri dell'Università degli Studi di Firenze, per poi divenire borsista dell'Istituto Universitario Europeo dal 1986 al 1989 (Dipartimento di Storia e Civiltà) e, dal 1992, ricercatore di Storia contemporanea sempre presso l'ateneo fiorentino.
Trasferitosi a Bologna, dal novembre 1995 ha lavorato presso la facoltà di lettere, poi presso la facoltà di conservazione dei beni culturali ed ha svolto attività di ricerca presso il Dipartimento di Discipline Storiche. Attualmente afferisce al Dipartimento di Storia Culture Civiltà.
Formatosi alla scuola di storia contemporanea del Cesare Alfieri di Firenze, guidata da Giovanni Spadolini e da Luigi Lotti, ha approfondito la storia politico-culturale, indirizzando il proprio lavoro verso la storia economico-sociale ed economico-amministrativa, soprattutto dopo l'esperienza di studio e di ricerca compiuta all'Istituto Universitario Europeo di S. Domenico di Fiesole. Da allora si dedica alla storia delle mentalità collettive e dei beni culturali.
Fra il 1992 e il 1996 ha fatto parte del consiglio d'amministrazione della Fondazione "Spadolini - Nuova Antologia" di Firenze.
È stato presidente nazionale dell'Associazione Mazziniana Italiana (A.M.I.) dal 2003 al 2009, consigliere generale della Fondazione Cassa dei Risparmi di Forlì per due mandati, fino al 2009, componente del consiglio direttivo della Società di Studi Romagnoli e del cda dell'Istituzione Biblioteca Malatestiana di Cesena. Dal 2017 è presidente dell'IBACN della Regione Emilia-Romagna.
Fa parte del comitato di direzione della rivista Il Risorgimento e del comitato di consulenza della rivista "Memoria e Ricerca". Collabora al supplemento culturale domenicale del "Sole 24 Ore".
Fra le pubblicazioni da menzionare, oltre alla ricostruzione del regionalismo culturale romagnolo fra '800 e '900 (La Romagna, Bologna, 2001), la sintesi Storia del mondo contemporaneo, (con Alberto De Bernardi), la ricerca di storia dei beni culturali Per le antichità e le belle arti. La legge n. 364 del 20 giugno 1909 e l'Italia giolittiana e la cura dei Discorsi parlamentari di Giosuè Carducci.
È autore di manuali di storia contemporanea per le scuole medie e i licei.

### Attività politica
Roberto Balzani, in gioventù iscritto al Partito Repubblicano Italiano, aderisce al PD dalla fondazione e si presenta alle "primarie" organizzate a Forlì per scegliere il futuro candidato sindaco della coalizione di centro-sinistra alle elezioni amministrative del 2009.
Le primarie si svolgono il 14 dicembre 2008 - si tratta di una delle prime esperienze a livello nazionale - e in quella tornata Balzani riesce ad affermare la propria candidatura superando con il 50,27% di preferenze il sindaco in carica Nadia Masini. La vittoria delle primarie conquistata partendo da una posizione di outsider apre le porte alla campagna elettorale per diventare sindaco di Forlì.
Riunita una coalizione composta da Partito Democratico, Italia dei Valori, Rifondazione Comunista, Verdi, Sinistra per Forlì e 2 liste civiche, Balzani manca la vittoria al primo turno nelle elezioni comunali del 6 e 7 giugno 2009 per qualche centinaio di voti fermandosi al 49,40%. Al ballottaggio, sconfigge con il 55,05% delle preferenze Alessandro Rondoni candidato di PDL, UDC, Lega Nord e Partito Repubblicano che si ferma a 44.95%. La maggioranza di Roberto Balzani in consiglio comunale è formata da 22 seggi del PD e 2 dell'Italia dei Valori su 40 totali.

#### Sindaco di Forlì
Dopo l'elezione a sindaco nomina una giunta composta da cinque donne e cinque uomini.
Il 21 ottobre 2009 il Comune di Forlì sceglie di non vendere le reti di distribuzione del gas, di proprietà comunale, alla holding Hera.
L'8 gennaio 2011 il presidente della Repubblica Giorgio Napolitano visita Forlì, città di primo piano nel risorgimento italiano, lanciando sul territorio le celebrazioni per il centocinquantesimo anniversario dell'unità italiana. Balzani organizza, in occasione dell'anno celebrativo, una campagna di educazione e confronto sul tema unitario: incontri con la cittadinanza, nelle scuole, nelle carceri. Il 4 giugno 2011 organizza in piazza Saffi il "pranzo patriottico", rievocazione degli storici pranzi rivoluzionari svoltisi a Forlì nel 1849.
Il 31 gennaio 2011 inizia la raccolta differenziata dei rifiuti con il sistema porta a porta nei primi quartieri; l'esperimento viene poi esteso ad altre aree nel settembre 2011 e marzo 2012 e infine all'intera città.
Balzani nell'estate 2011 rilancia una sua proposta del 2008 per giungere a formare una provincia unica di Romagna. Seguono lo stesso filo conduttore le proposte per arrivare alla creazione di un sistema aeroportuale e fieristico su scala romagnola. Nel 2012 il tema della provincia unica, fino ad allora avversato dalla classe dirigente del Pd, viene fatto proprio dalla classe politica regionale in vista della riaggregazione delle province proposta dal ministro Filippo Patroni Griffi. Il progetto del ministro viene a cadere con la fine del governo Monti.
Nel maggio 2011 le scelte proposte dall'amministrazione comunale per il rilancio del centro cittadino vengono discusse in consiglio comunale. Seguono una serie di incontri di approfondimento e viene attivato un percorso di consultazione della cittadinanza mediante questionario cartaceo e online. Nella seduta del 1º agosto 2011, il consiglio comunale di Forlì approva il programma di interventi per la riqualificazione e il rilancio del centro storico della città.
Nel novembre 2011 il Comune di Forlì diventa capofila di un gruppo di amministrazioni che sostengono una legge di iniziativa popolare per il riordino della gestione dei rifiuti. Tale iniziativa è stata elaborata dall'amministrazione comunale in coordinamento con un comitato di associazioni, di cui fanno parte Ecoistituto di Faenza, WWF e Legambiente Emilia-Romagna. La proposta di legge contiene due elementi per promuovere la realizzazione di una società del riciclo: introduce un meccanismo di fiscalità ambientale per garantire l'applicazione del principio chi più inquina più paga. Dichiara privi di rilevanza economica i servizi di raccolta domiciliare e di riuso e riduzione dei rifiuti; i comuni possono individuare direttamente le modalità di affidamento del servizio.
Nel dicembre 2011 il Comune di Forlì presenta all'Unione europea il Piano di azione per l'energia sostenibile e diventa così il settimo Comune italiano con popolazione superiore a 100 000 abitanti a realizzare questo importante strumento. Nell'ottobre 2010, infatti, il Comune di Forlì aveva aderito al Patto dei Sindaci lanciato dalla Commissione Europea, impegnandosi a realizzare localmente la riduzione del 20% delle emissioni climalteranti entro il 2020, attraverso la promozione di pratiche di risparmio energetico e di utilizzo di energia rinnovabile.
Il 17 febbraio 2012 il presidente della Repubblica Giorgio Napolitano, durante la cerimonia solenne per la chiusura delle celebrazioni del 150º anniversario dell'Unità d'Italia, consegna un encomio speciale alla città di Forlì inserendola fra i 10 Comuni d'Italia distintisi per iniziative nel 150º anniversario dell'Unità nazionale.
Il 31 marzo 2012 in occasione del "Earth hour 2012 / L'ora della terra WWF", il Comune di Forlì viene premiato fra le città italiane virtuose per le buone pratiche di sostenibilità urbana.
Fra le politiche messe in atto dalla giunta Balzani, vanno segnalate anche: 
- l'approvazione del Poc in riduzione, cioè il primo tentativo di impostare a Forlì una politica di contenimento del consumo di territorio, puntando sulla "città compatta"[31][32]
- la creazione di una politica culturale cittadina, con l'apertura di Palazzo Romagnoli, sede di una parte delle collezioni civiche,[33] e la promozione di una apertura ai temi del contemporaneo, visibile nella partecipazione dal basso alla sottrazione di via Giorgio Regnoli ad un destino di degrado attraverso l'arte e la sperimentazione[34]
- la costituzione nel 2014 della Unione dei comuni della Romagna Forlivese, la più grande Unione dei comuni d'Italia, con 15 comuni partecipanti per un totale di circa 190 000 abitanti[35][36]
- la chiusura di partecipate in perdita[37][38][39][40][41][42][43] e la salvaguardia del patrimonio pubblico, con una sensibile riduzione dello stock di debito comunale
- l'inserimento, sempre nel 2014, di Forlì fra le rotte culturali europee, attraverso il Progetto Atrium[44]
- il completamento del campus universitario, attraverso una stretta collaborazione con l'Alma Mater
- la costituzione della holding delle partecipate forlivesi "Livia Tellus Governance", che ha riordinato e gestito le società pubbliche[45][46]
- la promozione, attraverso la Fabbrica delle Candele e la presidenza del Gaer, di una politica per i giovani e per le iniziative (artistiche e imprenditoriali) giovanili[47]

Durante l'amministrazione Balzani si sono tuttavia verificati anche alcuni problemi: la città di Forlì è stata colpita nel 2010 da un forte gelicidio e da una forte tempesta di neve nel 2012 che hanno creato diversi disagi, nel 2010 la Sapro (la società pubblica per l'urbanizzazione delle aree industriali) è fallita e la scommessa sull'aeroporto (chiusura della società pubblica e creazione di una società privata), nonostante i tentativi dal 2014, non è ancora stata vinta.
Fra il dicembre 2012 e i primi mesi del 2013 è messo sotto accusa dalla Procura di Forlì per "peculato immateriale" in quanto amministratore pubblico. L'accusa viene archiviata.
Nel dicembre 2013 rinuncia alla ricandidatura in seguito ad un evento generato dallo scontro politico con il presidente della Regione, Vasco Errani, sul tema dell'Ausl unica di Romagna.
Nel giugno 2014 torna all'insegnamento presso l'Università a Bologna. In agosto si presenta alle primarie del PD per la candidatura a presidente della Regione Emilia-Romagna. Il 28 settembre 2014 si tengono le primarie, vinte da Stefano Bonaccini, poi eletto presidente della Regione in autunno. Balzani ottiene il 39,07%.

## Opere
Oltre a numerosi articoli apparsi su riviste e pubblicazioni scientifiche, è autore di vari testi di saggistica:
- Aurelio Saffi e la crisi della sinistra romantica, 1882-1887, Roma, Edizioni dell'Ateneo, 1988
- Ugo La Malfa in Romagna. Scritti e discorsi dal 1947 al 1979, a cura di e con Angelo Varni, Imola, Santerno, 1990
- Un comune imprenditore. Pubblici servizi, infrastrutture urbane e società a Forlì, 1860-1945, Milano, Angeli, 1991. ISBN 88-204-6669-4
- Circoli e politica. Le origini della Consociazione repubblicana ravennate 1863-1872, Imola, University press Bologna, 1993
- Le tradizioni amministrative legali, in L'Emilia-Romagna, Torino, Einaudi, 1997. ISBN 88-06-14390-5
- Una borghesia di provincia. Possidenti, imprenditori e amministratori a Forlí fra Ottocento e Novecento, a cura di e con Peter Hertner, Bologna, Il Mulino, 1998. ISBN 88-15-06705-1
- Il forziere della città. La Cassa dei risparmi e la società forlivese dalle origini al secondo dopoguerra, Bologna, Il Mulino, 2000. ISBN 88-15-07860-6
- La Romagna, Bologna, Il Mulino, 2001. ISBN 88-15-08353-7
- Per le antichità e le belle arti. La legge n. 364 del 20 giugno 1909 e l'Italia giolittiana, con CD-ROM, Bologna, Il Mulino, 2003. ISBN 88-15-09336-2
- Storia del mondo contemporaneo, con Alberto De Bernardi, Milano, Bruno Mondadori, 2003. ISBN 88-424-9554-9
- Collezioni, musei, identità fra XVIII e XIX secolo, a cura di, Bologna, Il Mulino, 2007. ISBN 978-88-15-11815-8
- Cinque anni di solitudine. Memorie inutili di un sindaco, Bologna, Il Mulino, 2012. ISBN 978-88-15-23836-8
- La Romagna nel Risorgimento. Politica, società e cultura al tempo dell'unità, a cura di e con Angelo Varni, Roma-Bari, Laterza, 2012. ISBN 978-88-420-9691-7
- Amarcord Romagna (insieme a Giancarlo Mazzuca), Argelato, Minerva Edizioni, 2016 ISBN 978 8873814726

## Vita privata
È sposato con Monica e ha due figli.